# Alajos Gobbi
Alajos Gobbi (Pest, Terézváros, 24 de desembre, 1842 – Budapest, Erzsébetváros, 27 de juliol, 1932) va ser un assessor governamental, professor de violí, director d'orquestra, director d'escola de música, director d'orquestra i compositor.

## Família
Pares: Alajos Gobbi (Luigi Gobbi-Ruggieri, nascut el 21 d'abril de 1811), violinista d'origen mantua, i Mária Roth (morta el 30 d'agost de 1893, Budapest), cantant vienesa. El seu germà Henrik Gobbi és pianista, i les seves netes Hilda Gobbi i Gitta Ötvös són actrius. El seu gendre József Ötvös és metge. La seva esposa, Ida Barabás, va morir el 12 de març de 1880. Es va casar per segona vegada amb, Jozefa Augustina Weisz, 20 anys més jove que ell, el 10 de maig de 1882 a l'església parroquial del centre de Budapest.

## Biografia
Entre els seus professors hi havia Mátyás Engeszer, Gotthard Wöhler, Károly Thern, Dávid Ridley-Kohne i Károly Huber. Va ser professor a l'Orquestra Nacional des del 1872, hi va treballar com a director des del 1886 i va ser el director de la institució del 1901 al 1918. Va ser membre de l'orquestra del Teatre Nacional des del 1863 i de l'orquestra de l'Òpera del 1884 al 1888. Com a director, va popularitzar les obres de Franz Schubert, Johannes Brahms i Ferenc Liszt, però també va treballar com a compositor. Des del 1910 va ser membre del comitè examinador de professors de violí. La seva tomba es troba al cementiri de Fiumei út (47-1-105).
Va ser el propietari de la Creu de Cavaller i després de l'Orde Imperial de Francesc Josep, director general de l'Orquestra Nacional, concertino de la Reial Òpera Hongaresa, president honorari i director nacional hereditari del comitè artístic de l'Associació Nacional de la Cançó Hongaresa, president de la Societat Nacional de Socors de Músics Hongaresos i ciutadà honorari de Derekegyház.

## Les seves obres
- Escola de violí. Introducció a l'ús de la primera posició, Rózsavölgyi i companyia, Budapest 1913. (escrit amb l'ajuda de József Waldbauer)

Mencions d'honor

- 1923–03-15 Conseller Reial Hongarès[6] per la seva meritòria tasca en el camp del desenvolupament de la cultura musical hongaresa
- 1916-06-11 Creu d'Oficial de l'Orde de Francesc Josep[7] pel cinquantè aniversari de la seva activitat artística
- 1906-10-23 Conseller Reial[8] pels seus mèrits en el desenvolupament i la difusió de l'art musical
- 1898-02-15 Creu de Cavaller de l'Orde de Francesc Josep[9] pels seus mèrits en el camp de la música